# Inna Ljuzianowna Wischnewskaja
Inna Ljuzianowna Wischnewskaja (russisch Инна Люциановна Вишневская; * 28. April 1925 in Armawir, Nordkaukasus-Region; † 23. November 2018 in Moskau) war eine sowjetische bzw. russische Literaturwissenschaftlerin und Hochschullehrerin.

## Leben
Wischnewskaja, Tochter eines Lehrers und einer Ärztin, studierte in Moskau in dem nach Anatoli Lunatscharski benannten Staatlichen Institut für Theaterkunst (GITIS) in der Fakultät für Theaterwissenschaft mit Abschluss 1947. Darauf arbeitete sie im Zentralasiatischen Institut für Sowjetisches Theater in Taschkent. Ab 1952 war sie Mitglied des Schriftstellerverbands der UdSSR und des Schriftstellerverbands Moskaus. Ihre Kandidat-Dissertation verteidigte sie 1952 mit Erfolg.
In den 1960er Jahren war Wischnewskaja führende wissenschaftliche Mitarbeiterin des Allunionsforschungsinstituts für Kunstwissenschaft in der Theater-Abteilung. Ab 1965 lehrte sie am Maxim-Gorki-Literaturinstitut und leitete zusammen mit Wiktor Rosow das Dramaturgie-Seminar.
In den 1970er Jahren kehrte Wischnewskaja ins GITIS zurück und lehrte dort bis 2011. Sie hielt die Theaterwissenschaft-Vorlesungen und Spezialvorlesungen über die Geschichte des russischen Theaters und der russischen Dramaturgie. Sie verteidigte 1974 erfolgreich ihre Doktor-Dissertation für die Promotion zur Doktorin der Kunstwissenschaft 1975. Die Ernennung zur Professorin folgte 1976. Zu ihren Schülern gehörten Nina Sadur, Marija Arbatowa, Olga Muchina, Maxim Kurotschkin, Wladimir Djatschenko u. a.
Ihre Forschungsergebnisse im Bereich der klassischen und modernen Dramaturgie, der Geschichte der russischen Inszenierungskunst und Theaterkritik und der klassischen und modernen Literatur veröffentlichte Wischnewskaja in zahlreichen Aufsätzen und Monografien. Sie war Korrespondierendes Mitglied der Akademie der Russischen Literatur. Sie beteiligte sich an der Arbeit des Organisationskomitees der Moskauer Theater- und Fernseh-Schau Nikolai Gogol heute. Von 1992 bis 2005 gehörte sie der Kommission für den Staatspreis der Russischen Föderation beim Präsidenten der Russischen Föderation im Bereich Literatur und Kunst an.
Wischnewskaja war mit Wladimir Alexandrowitsch Eufer (1919–2004) verheiratet, der an der Schtschukin-Theaterhochschule lehrte. Sie starb am 23. November 2018 in Moskau und wurde auf dem Friedhof Wostrjakowo begraben.

## Ehrungen, Preise
- Verdiente Künstlerin der RSFSR (1981)[2]
- Preis des Schriftstellerverbands der UdSSR (1983)[2]
- Preis der Literaturzeitschrift Literaturnaja Rossija (1984)
- Orden der Völkerfreundschaft (1986)
- Dank des Kulturministers der Russischen Föderation (2003, 2005)
- Preis der Stadt Moskau (2004)